# Нагоя
Нагоя (на японски 名古屋, по английската Система на Хепбърн Nagoya-shi, Нагоя-ши) е основен пристанищен град в Япония, на остров Хоншу, край Тихия океан, административен център на префектура Айчи.
Населението му е 2 258 284 жители (2010 г.), което го прави 4-тия по население град в Япония, а общата му площ е 326,45 км². Има железопътен възел, аерогара на 18,5 км, пристанище и метро от 1957 г.

## Известни личности
Родени в Нагоя
- Макото Кобаяши (р. 1944), физик
- Тошихиде Маскава (р. 1940), физик
- Акио Морита (1921-1999), бизнесмен
- Тошио Судзуки (р. 1948), филмов продуцент
- Акио Тойода (р. 1956), бизнесмен
- Ултимо Дракон (р. 1966), кечист